# Ciprian Porumbescu (Suceava)
Pour les articles homonymes, voir Ciprian Porumbescu.
Ciprian Porumbescu est une commune du județ de Suceava en Roumanie.